# Меккский бальзам
Меккский бальзам — вещество, получаемое из бальзамного дерева; согласно ЭСБЕ содержит 10 % эфирного масла, 70 % растворимой и 12 % нерастворимой в спирте смолы; применялось в парфюмерии.

## Терминология
Источники расходятся в вопросе определения названий камедей, в частности, меккского бальзама и галаадского бальзама:
- некоторые авторы отождествляют меккский и галаадский бальзамы, а также мирру[1], указывая, что в древности бальзамы добывали из Commiphora gileadensis (также известной как Commiphora opobalsamum) и Commiphora myrrha;
- другие авторы[2], наоборот, чётко различают меккский бальзам, получаемый из Commiphora gileadensis и галаадский бальзам, приготавливаемый из мастикового дерева (лат. Pistacia lentiscus).

## В Библии
В Библии бальзам упоминается много раз (например, Быт. 37:25, Иез. 27:17, Иер. 51:8) и иногда отождествляется с галаадским бальзамом на основании Иер. 8:22: «Разве нет бальзама в Галааде?».